# Науменко Леонід Юрійович
Леонід Юрійович Науменко - український медик , доктор медичних наук, професор, проректор з науково-педагогічної роботи ДЗ "ДМА МОЗ України", завідувач кафедри медико-соціальної експертизи. Член правління Асоціації травматологів-ортопедів України, лауреат Державної премії України, заслужений лікар України, віце-президент Асоціації хірургів кисті України, член правління асоціації травматологів ортопедів України, депутат Жовтневої районної в місті Дніпропетровськ ради 4-х скликань, голова ДЕК з атестації лікарів-інтернів за фахом «Травматологія та ортопедія».

## Біографія
- Народився 20 листопада 1950 р. в місті Охтирка Сумської області.
- Після закінчення Охтирської середньої школи був зарахований до Охтирського медичного училища, яке закінчив з відзнакою в 1970 році.
- З 1970 р. по 1972 р. проходив службу в Збройних Силах СРСР.
- У 1972 р. вступив до Дніпропетровського медичного інституту, який закінчив з відзнакою у 1978 р. і був зарахований до клінічної ординатури по кафедрі травматології, ортопедії і ВПХ Дніпропетровського медичного інституту.
- З 1978 року вся подальша науково-педагогічна, лікувальна і громадська діяльність Леоніда Юрійовича пов'язана з ДЗ "ДМА МОЗ Украины", де він працював на посадах асистента, доцента, старшого наукового співробітника, професора кафедри травматології, ортопедії і ВПХ; секретаря комітету комсомолу, голови профспілкового комітету співробітників, декана І-го медичного факультету, проректора з науково-педагогічної роботи.

## Наукова діяльність
1. Тема кандидатської дисертації (1986 р.) була присвячена одній з актуальних проблем травматології і ортопедії і особливо Дніпропетровського регіону - раціональним методам лікування переломів трубчастих кісток кисті.
2. У 1997 році успішно захистив докторську дисертацію, яка присвячена проблемі лікування наслідків пошкоджень кисті «Реконструктивно-відновне лікування травматичних дефектів кисті».
3. Л.Ю. Науменко - автор 368 наукових праць, у тому числі 7 монографій, 15 навчальних посібників, 16 навчально-методичних праць, 4 інформаційних листів, 42 авторських свідоцтв і патентів на винаходи. Під його керівництвом виконані і захищені 1 докторська і 5 кандидатських дисертацій, виконується 2 докторських і 5 кандидатських дисертацій.

## Діяльність в сфері медицини
- Леонід Юрійович - висококваліфікований ортопед-травматолог, володіє широким арсеналом консервативних і оперативних методів лікування хворих з захворюваннями і пошкодженнями-опорно рухового апарата. Він особисто виконав понад 3000 операцій високого рівня складності.
- Л.Ю. Науменко запропонував різноманітні методики технології реконструктивно-відновних втручань на кисті. Новаторським науковим напрямком стало вивчення біомеханічних характеристик кисті та обґрунтування методами механіки фіксуючих конструкцій, імплантатів і ендопротезів суглобів кисті.

## Науково-педагогічна діяльність
1. На посаді проректора з науково-педагогічної роботи Леонід Юрійович приділяє велику увагу міжнародному співробітництву, збільшенню контингенту іноземних громадян на всіх формах навчання. В академії нині навчаються понад тисячу іноземців із 42 країн світу.
2. 3а його участю запроваджена англомовна форма навчання, створено рекламно-інформаційне забезпечення, укладені угоди про співробітництво з університетами Китаю, Лівії, Ізраїлю, Іраку, Анголи, Казахстану, Придністровської Молдавської республіки та інших зарубіжних країн.

## Нагороди
- Заслужений лікар України.
- Лауреат Державної премії України в галузі науки і техніки.
- Почесна медаль проф. Моссаковського.
- Почесна грамота Верховної Ради України - «За заслуги перед українським народом».
- Нагороджений грамотами Міністра охорони здоров'я України, Міністерства освіти і науки; обласної державної адміністрації і головного управління охорони здоров'я та управління охорони здоров'я м. Дніпропетровськ.